# Uzzi Feinerman
Uzzi Feinerman (hebr.: עוזי פיינרמן, ang.: Uzi Feinerman, ur. 1924 w Kefar Jechezkel, zm. 8 kwietnia 1975) – izraelski działacz społeczny i polityk, w latach 1969–1977 poseł do Knesetu z listy Koalicji Pracy.

## Życiorys
Urodził się w 1924 w moszawie Kefar Jechezkel w ówczesnym Brytyjskim Mandacie Palestyny.
Ukończył szkołę średnią. W młodości został członkiem organizacji paramilitarnej Hagana. W czasie wojny o niepodległość Izraela był dowódcą batalionu.
Był aktywistą Ruchu Moszawów, w 1955 przyjął wyzwanie Dawida Ben Guriona, by nowych imigrantów do Izraela szkolić w moszawach. W latach 1958–1969 był sekretarzem generalnym Ruchu Moszawów. W wyborach w 1969 po raz pierwszy został wybrany posłem z listy Koalicji Pracy. W siódmym Knesecie zasiadał w komisjach finansów oraz spraw gospodarczych, a także komisji specjalnej ds. praw związków spółdzielczych. W kolejnych wyborach uzyskał reelekcję. W Knesecie ósmej kadencji ponownie zasiadał w tych samych komisjach stałych, a ponadto w komisji kontroli państwa oraz podkomisji ds. oszczędności. Zainicjował i prowadził forum rolnicze w Knesecie. Zmarł podczas kadencji 8 kwietnia 1975. Mandat objął po nim Amos Hadar.